# Incisure mastoïdienne
L'incisure mastoïdienne (ou rainure du digastrique) est le sillon profond antéro-postérieur qui forme la limite supérieure du processus mastoïde.
C'est la zone d'insertion du ventre postérieur du muscle digastrique. Une éminence juxtamastoïdienne la sépare du sillon (ou gouttière) de l'artère occipitale situé médialement. 